# Broken Lizard

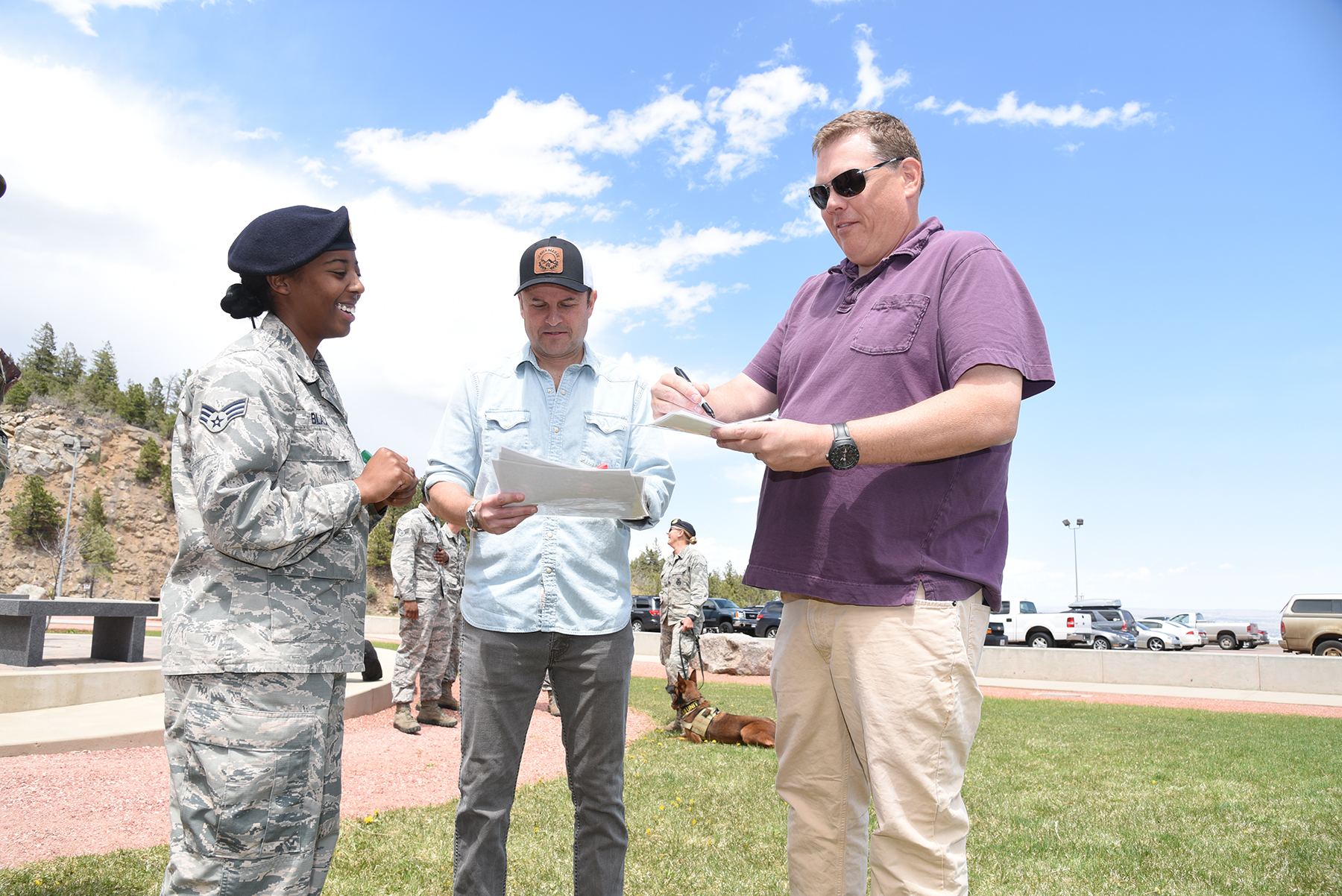
Membres de la troupe comique Broken Lizard et vedettes du film « Super Troopers » signant un autographe

Broken Lizard est un groupe de cinq comédiens surtout connus pour Super Troopers et Club Dread. Les cinq membres sont Jay Chandrasekhar, Kevin Heffernan, Steve Lemme, Paul Soter et Erik Stolhanske. Ils ont également tous participé au film Shérif, fais-moi peur, mais il n'a pas été montré comme étant un de leurs films. Ils écrivent et jouent tous dans leurs comédies, avec Chandrasekhar comme metteur en scène.
Ils se sont rencontrés à l'université Colgate et étaient tous membres de la même confrérie.

## Filmographie
- 1996 : Puddle Cruiser
- 2001 : Super Troopers
- 2004 : Club Dread
- 2005 : Shérif, fais-moi peur (The Dukes of Hazzard)
- 2006 : Le Festi-Bière (Beerfest)
- 2009 : The Slammin' Salmon
- 2014 : Broken Lizard Stands Up
- 2018 : Super Troopers 2